# Ultratenuipalpus nothofagi
Ultratenuipalpus nothofagi är en spindeldjursart som först beskrevs av Elsie Collyer 1973.  Ultratenuipalpus nothofagi ingår i släktet Ultratenuipalpus och familjen Tenuipalpidae. Inga underarter finns listade i Catalogue of Life.